# یورگی پریرا دا سیلوا
یورگی پریرا دا سیلوا (به پرتغالی: Jorge Pereira da Silva) مهاجم اهل برزیل است که در شهر ایالت سائوپائولو و در تاریخ ۴ دسامبر ۱۹۸۵ به دنیا آمده‌است.
یورگی پریرا دا سیلوا در تیم‌های فوتبال ناگویا گرامپوس سابقهٔ حضور دارد.